# Amelio Lavina
Amelio Lavina, né le 8 septembre 1914 à Tambre en Italie, et mort le 26 février 2018 à Dijon, est un coureur cycliste italien.

## Biographie
Amelio Lavina remporte notamment une étape du Tour de Luxembourg en 1935, avec l'équipe Peugeot-Hutchinson. L'année suivante, il participe au Tour d'Italie, où il abandonne lors de la troisième étape. Il s'impose ensuite sur la course amateur Dijon-Auxonne-Dijon en 1948 et en 1949, sous les couleurs du MVC Dijonnais.
Dans les années 1950, il s'installe définitivement à Dijon en France. Il meurt le 26 février 2018 à Dijon, à l'âge de 103 ans. Ses obsèques ont lieu deux jours plus tard. Il est enterré au cimetière des Péjoces, toujours à Dijon.

## Palmarès et résultats

### Palmarès par année
- 1935
  - 8e étape du Tour de Luxembourg
- 1948
  - Dijon-Auxonne-Dijon
- 1949
  - Dijon-Auxonne-Dijon

### Résultats sur le Tour d'Italie
2 participations
- 1936 : abandon (3e étape)
- 1937 : abandon (9e étape)